# Ronald Richter
Ronald Richter (Falkenau an der Eger, Áustria-Hungria, 11 de outubro de 1909 – Viedma, Argentina, 29 de dezembro de 1991) foi um físico austríaco e nacionalizado argentino, que ficou famoso em conexão com o Projeto Huemul, uma tentativa de gerar energia mediante fusão nuclear na década de 1950, durante a presidência de Juan Domingo Perón, que anunciou que el proyecto de Richter repartiría energía barata en botellas de medio litro y de un litro, no muy distintas de las botellas de leche utilizadas en esa época.
Quando Richter trabalhou na Alemanha no período 1939-1943 conheceu Kurt Tank, um reconhecido engenheiro aeronáutico, e emigrou mais tarde para a Argentina, ajudado pelo governo do general Juan Domingo Perón, dentro do plano de industrialização e armamento da nação, com o nome falso de Pedro Matthies.
O projeto resultou ser uma fraude e o governo teve de suspendê-lo.